# Lenora (báseň)

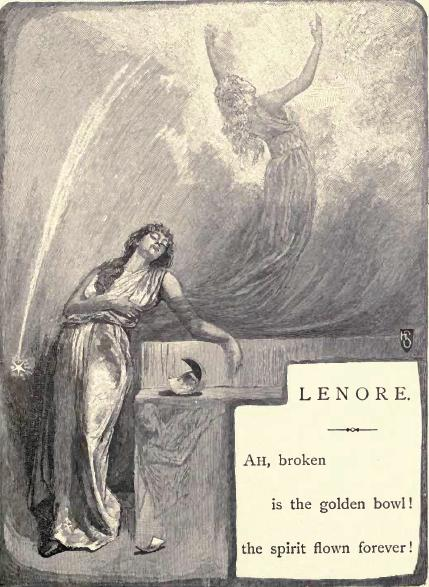
Ilustrace od Henryho Sandhama

Lenora (v originálu Lenore) je báseň od amerického spisovatele Edgara Allana Poea. Báseň byla původně vydána v roce 1831 jako součást básně A Pæan a samostatně vyšla až v únoru 1843 v novinách. Poe ji během svého života několikrát přepracoval a její konečná podoba byla vydána až v roce 1845. Od své původní verze se Lenore liší natolik, že je považována za zcela odlišnou báseň.
Báseň pojednává o Lenořině smrti. Smrt dívky je častým tématem E. A. Poea, např. v dílech Havran, Medailon, Eleonora a dalších.
Dívka jménem Lenora se objevuje i v jiné básni E. A. Poea, Havranovi, v níž básník vzpomíná na Lenoru a její smrt. Američan Roman Dirge se básní inspiroval a vytvořil komiks s názvem Lenore, the Cute Little Dead Girl („Lenore, roztomilá malá mrtvá holčička“). My Lost Lenore („Má ztracená Lenore“) je také název písničky od norské metalové skupiny Tristania.